# Palmyra (landsby i New York)
 For alternative betydninger, se Palmyra (flertydig). (Se også artikler, som begynder med Palmyra)
Landsbyen Palmyra er en landsby, som ligger i byen Palmyra i Wayne County, New York, USA. I 2000 var indbyggertallet 3.490. Landsbyen er kendt for sine 4 kirker, som ligger på hver sit hjørne i et vejkryds. Første udgave af Mormons Bog blev printet i landsbyen i 1830.